# Jasper Pääkkönen
Joona Jasper Pääkkönen, född den 15 juli 1980, är en finländsk skådespelare.
Jasper Pääkkönens far Seppo Pääkkönen och farbror Antti Pääkkönen är också skådespelare. Jasper Pääkkönen gick på gymnasiet i Berghäll i Helsingfors. 
Hans första stora roll, som gjorde honom känd, var i den finländska dramaserien Salatut elämät. Efter denna började han spela filmroller, framför allt i Aleksi Mäkeläs filmer.

## Filmografi

### TV-serier
- Salatut elämät (1999–2002) – Saku Salin
- Kaunis mies (2003) – Joonatan Kuusisto
- Irtiottoja (2003) – Johnny
- Mumintrollens värld (röst, (2007) – Mumintroll
- Vikings (2016–2020) – Halvdan svarte
- Det mörka tornet (2020–) – Marten Broadcloak

### Filmer
- Ihmiselon ihanuus ja kurjuus (1988) – Arvi Hongisto
- Stygga pojkar (2003) – Eero Takkunen
- Levottomat 10 (2004) – Aleksi
- Vares – yksityisetsivä (2004) – pizzapojken Jarmo
- Fruset land (2005) – Niko Smolander
- Matti (2006) – Matti Nykänen
- V2 – jäätynyt enkeli (2007) – heavy metal-artisten Dante Hell
- Farlig midsommar (röst, 2008) – Mumintroll
- Kummeli Alivuokralainen (2008) – Kikke
- Rööperi (2009) – Korppu
- Napapiirin Sankarit (2010) –
- BlacKkKlansman (2018) – Felix Kendrickson
- Da 5 Bloods (2020)